# Geografía de Malta

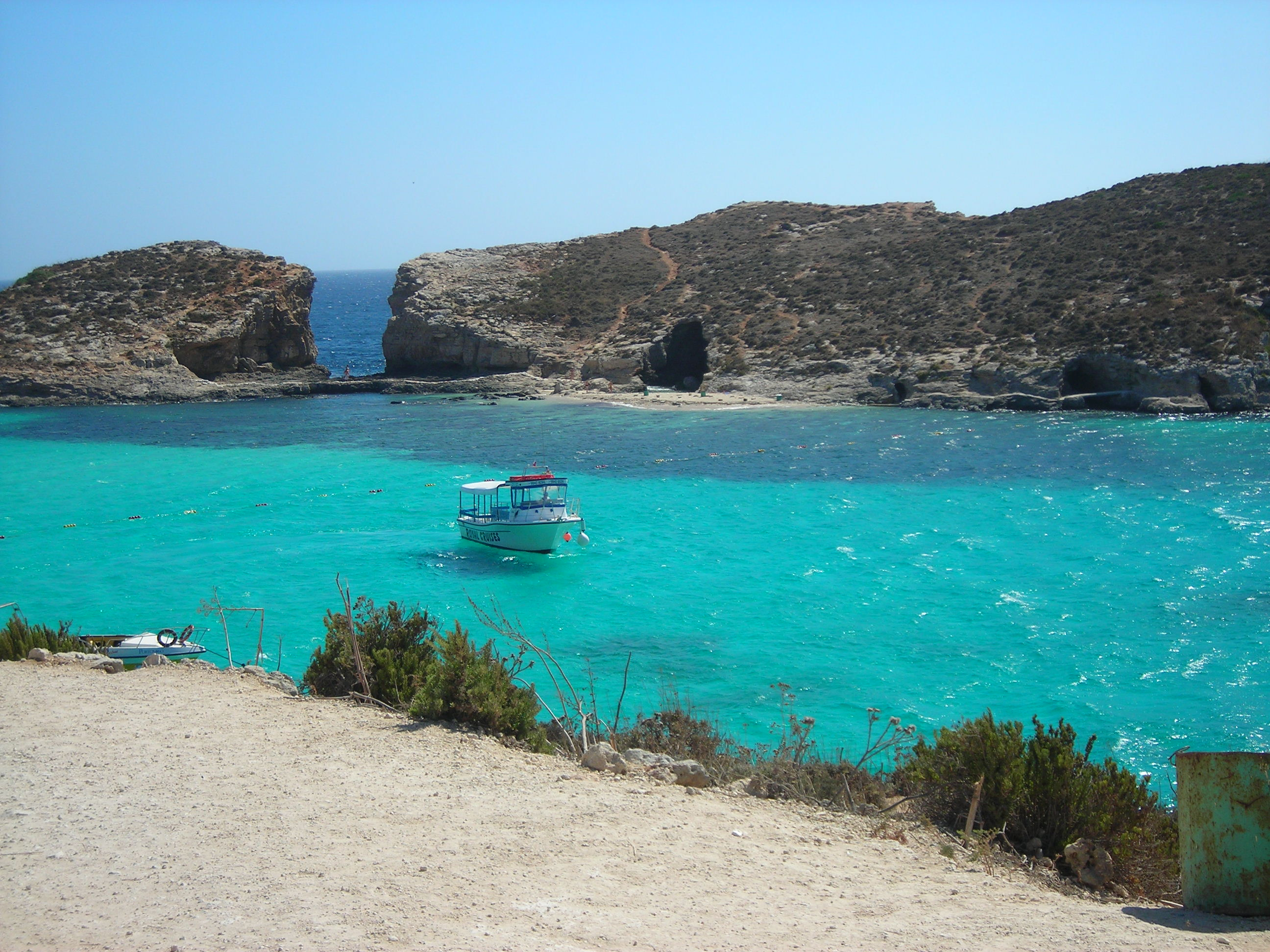
Cominetto y la "Laguna Azul".

Malta (nombre local, Repubblika ta' Malta) es un estado de Europa meridional, formado por un conjunto de islas en el centro del mar Mediterráneo, a unos 90 km de Sicilia (Italia). Se encuentra en el límite de la Placa Africana, muy cerca de la Euroasiática. Lo componen las islas de Malta, que es la mayor de todas, Gozo y Comino (Malta, Għawdex y Kemmuna, respectivamente en maltés), y los islotes de Cominotto y Filfola. También hay islas menores como las Islas de San Pablo.

## Geografía física

### Relieve
Su extensión es de 316 km² , de los que 246 se corresponden con la isla principal. El archipiélago está formado por restos de cadenas montañosas calcáreas. No tiene grandes montañas, pero sí un relieve accidentado y con abundantes fenómenos kársticos. Su punto más alto es el monte Ta'Dmejrek, con 253 m s. n. m., cerca del continente de Dingli. Sus coordenadas son 35°50′56″N 14°23′49″E / 35.84889, 14.39694. La isla está constituida por una serie de campos y terrazas en colinas bajas.

### Ríos y costas
No tiene grandes ríos en su superficie, por lo que el agua potable se extrae de corrientes subterráneas. Durante la época de grandes lluvias se forman algunos arroyos. Existen en la isla algunos cursos de agua que cuentan con agua dulce durante todo el año, como por ejemplo Baħrija, l-Intaħleb y San Martín. En Gozo se puede encontrar agua corriente en el valle de Lunzjata.

La costa es rocosa y alta, alternando acantilados, bahías y calas, sobre todo en la isla de Malta. Este tipo de costa recortada ha hecho durante siglos a Malta un lugar idóneo para el refugio de navegantes y refuerza su valor estratégico. Asimismo, existen gran cantidad de playas de arena fina, destacando en este sentido la isla de Gozo.
Además de las cinco islas principales del archipiélago, cabe mencionar otras que no tienen habitantes permanentes: Isla Manoel (la cual está unida por un puente a la ciudad de Gżira), las Islas de San Pablo, Delmarva, Halfa, Tac-Cawl, Ta`Fraben. Y hay una serie de peñones llamados "rocas": Roca Fungus (en maltés Il-Ġebla tal-Ġeneral), Roca Barbaganni, Roca Fessej, Roca Għallis, las Rocas de la (de la Gran y de la Pequeña) Laguna Azul, la Roca Sala y la Roca Xrob l-Għaġin.

### Clima
El clima es mediterráneo (Clasificación del clima de Köppen Csa) / Subtropical, con inviernos suaves (~14 °C) y lluviosos y veranos secos y cálidos (~25 °C). No hay realmente una estación aletargada para las plantas, aunque el crecimiento de las plantas puede ser comprobado brevemente por un frío anormal en invierno (áreas de helada pueden verse tierra adentro), y el calor del verano y la aridez pueden hacer que la vegetación se amustie. De hecho, sólo hay dos estaciones, lo cual atrae a muchos turistas, especialmente durante los meses estivales más secos. Sin embargo, los fuertes vientos pueden hacer que la sensación térmica en Malta sea de frío durante la primavera.
HDRHDH

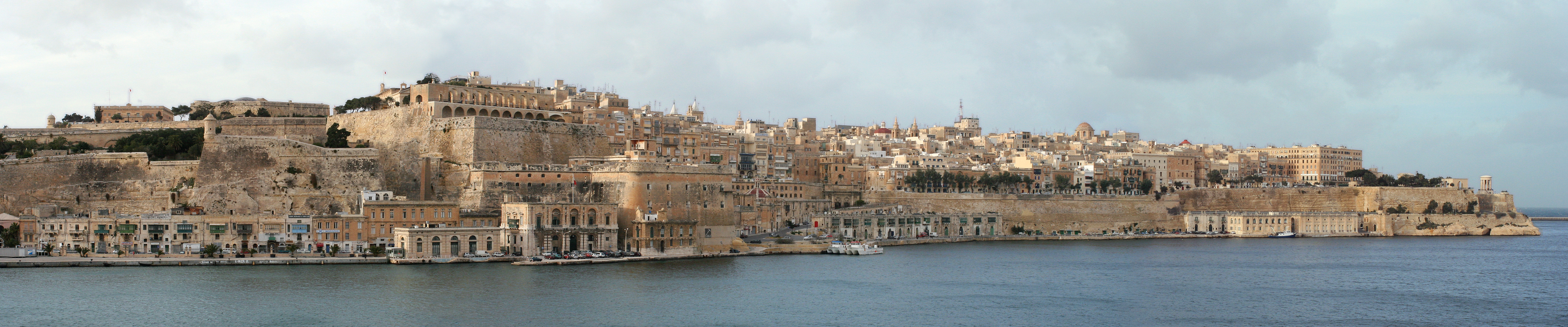
Malta tiene un clima predominantemente mediterráneo.

Las temperaturas medias del agua van desde los 16 °C en enero hasta los 26 °C en agosto.
La media de días por encima de 21 °C es de 189, la media de días por encima de 32 °C es 15. La humedad relativa media por la mañana es de 82%, por la tarde: 64%.
La temperatura más baja registrada en La Valeta fue el 19 de febrero de 1895, con 1,2 °C y la más alta 43,8 °C registrada en agosto de 1999 en el Aeropuerto Internacional de Luqa. Una temperatura más baja, no oficial, de -1,7 °C se registró el 1 de febrero de 1962 en el aeródromo de Ta' Qali con nieve sobre el terreno. Prácticamente nunca ha nevado en Malta, y muy pocas y breves ráfagas de nieve se registraron en febrero de 1895, enero de 1905 y 31 de enero de 1962. No se ha documentado que cuaje en la costa desde, al menos 1800, pero en el último día de enero de 1962 la nieve cubrió brevemente algunas partes del interior de la isla principal. La noche siguiente se registró la única helada en la historia de Malta en el aeródromo de Ta' Qali. airfield.
| Parámetros climáticos promedio de Malta        | Parámetros climáticos promedio de Malta | Parámetros climáticos promedio de Malta | Parámetros climáticos promedio de Malta | Parámetros climáticos promedio de Malta | Parámetros climáticos promedio de Malta | Parámetros climáticos promedio de Malta | Parámetros climáticos promedio de Malta | Parámetros climáticos promedio de Malta | Parámetros climáticos promedio de Malta | Parámetros climáticos promedio de Malta | Parámetros climáticos promedio de Malta | Parámetros climáticos promedio de Malta | Parámetros climáticos promedio de Malta |
| Mes                                            | Ene.                                    | Feb.                                    | Mar.                                    | Abr.                                    | May.                                    | Jun.                                    | Jul.                                    | Ago.                                    | Sep.                                    | Oct.                                    | Nov.                                    | Dic.                                    | Anual                                   |
| ---------------------------------------------- | --------------------------------------- | --------------------------------------- | --------------------------------------- | --------------------------------------- | --------------------------------------- | --------------------------------------- | --------------------------------------- | --------------------------------------- | --------------------------------------- | --------------------------------------- | --------------------------------------- | --------------------------------------- | --------------------------------------- |
| Temp. máx. media (°C)                          | 15.2                                    | 15.5                                    | 16.7                                    | 19.1                                    | 23.3                                    | 27.5                                    | 30.7                                    | 30.7                                    | 28.0                                    | 24.2                                    | 20.1                                    | 16.7                                    | 22.3                                    |
| Temp. media (°C)                               | 12.2                                    | 12.4                                    | 13.4                                    | 15.5                                    | 19.1                                    | 22.95                                   | 25.85                                   | 26.25                                   | 24.05                                   | 20.65                                   | 17.0                                    | 13.85                                   | 18.6                                    |
| Temp. mín. media (°C)                          | 9.2                                     | 9.3                                     | 10.1                                    | 11.9                                    | 14.9                                    | 18.4                                    | 21.0                                    | 21.8                                    | 20.1                                    | 17.1                                    | 13.9                                    | 11.0                                    | 14.89                                   |
| Días de precipitaciones (≥ 1 mm)               | 13.7                                    | 10.9                                    | 8.9                                     | 6.4                                     | 2.8                                     | 1.1                                     | 0.4                                     | 1.0                                     | 3.9                                     | 10.2                                    | 10.6                                    | 14.2                                    | 84.1                                    |
| Fuente: World Meteorological Organization (UN) |                                         |                                         |                                         |                                         |                                         |                                         |                                         |                                         |                                         |                                         |                                         |                                         |                                         |

### Medio ambiente
La flora y la fauna son típicamente mediterráneos. Desde el punto de vista fitogeográfico el archipiélago pertenece a la provincia liguro-tirrena de la cuenca del Mediterráneo, dentro del Reino Holártico. El Fondo Mundial para la Naturaleza (WWF) lo incluye en la ecorregión de bosque mediterráneo denominada bosque mixto y esclerófilo del Tirreno y el Adriático. Conforme a la normativa de la Unión Europea, el territorio de este país pertenece a la región biogeográfica mediterránea. 16 hectáreas están protegidas como humedales de importancia internacional al amparo del Convenio de Ramsar, en total, dos sitios Ramsar: Ghadira e Is-Simar. Tiene dos parques nacionales, la reserva natural de Girgenti y el santuario de aves Ta’ Cenc.
El principal problema medioambiental son los limitados recursos de agua dulce natural. El suministro de agua supone un problema para Malta, pues en el verano no caen lluvias y es justo cuando más agua se usa, y la pluviosidad invernal a menudo cae en lluvias tormentosas que corren rápidas al mar más que filtrarse al terreno. Malta depende de reservas subterráneas de agua dulce, recogida a través de un sistema de túneles llamado las galerías Ta' Kandja, que de promedio están a 97 m por debajo de la superficie y se extienden como los radios de una rueda. En las galería en la caliza porosa de Malta, el agua dulce queda como un cristal por encima de agua salada. Depende de manera creciente de la desalinización. Más de la mitad del agua potable de Malta se produce a través de la desalinización, lo que crea mayores problemas de consumo de combustibles fósiles y contaminación.

## Demografía

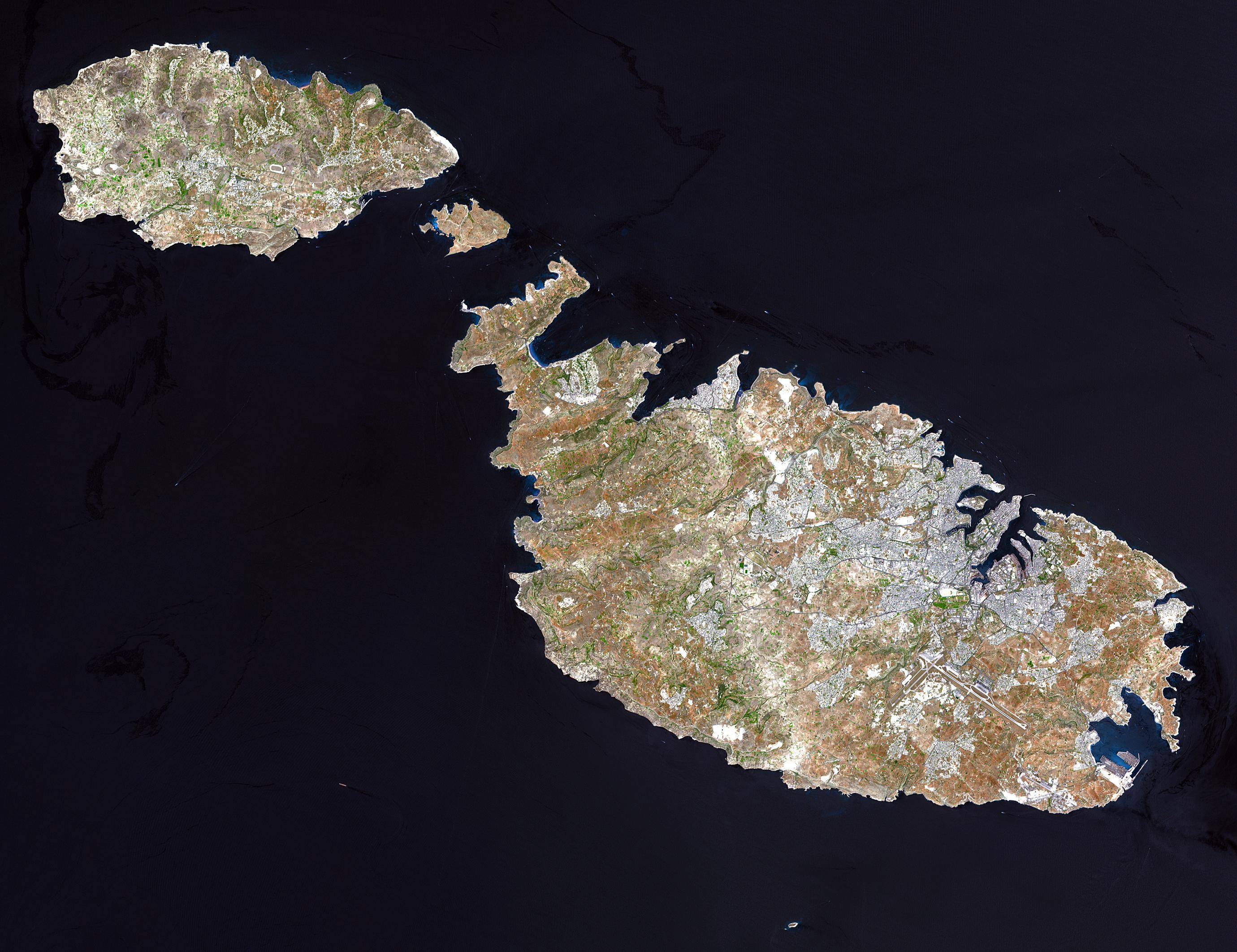
Imagen de satélite de Malta.

Tiene una población de 382.525 habitantes (año 2000) de los cuales 352.835 residían en la isla de Malta. La población es urbana en un 94% (2008). Tiene una de las mayores densidades de población del mundo: 1.210 habitantes/km². Su crecimiento poblacional es escaso (0,4% est. 2009 est.).
Los malteses forman un grupo étnico de origen semítico con fuertes influencias italianas y de otros grupos mediterráneos. Los idiomas oficiales del País son el maltés y el inglés, hablados por el 90,2% y el 6% de la población, respectivamente (censo de 2005). La religión mayoritaria es el catolicismo (98%) que coexiste con pequeños grupos de protestantes.
La principal ciudad por su población y su importancia cultural y política es la capital del Estado, La Valeta (100.700 hab. en el casco urbano), le sigue Rabat (13 000 hab). Sus coordenadas geográficas son 35°50′N 14°35′E / 35.833, 14.583. Otras ciudades: Birkirkara, Hamrun y Sliema. No hay divisiones administrativas, gestionándose el territorio directamente desde La Valetta, aunque consejos locales cumplen órdenes administrativas.

## Economía
Malta produce sólo alrededor del 20% de sus necesidades de comida, los recursos de agua potable son limitados, y tiene escasas fuentes de energía domésticas. Los recursos naturales son la piedra caliza, la sal y la tierra arable. Esta última representa el 31,25% del uso de la tierra; las cosechas permanentes son 3,13%; el resto representa el 65,62% (2005). La tierra de regadío abarca 20 kilómetros cuadrados (2003). 
El producto interior bruto se produce principalmente en el sector servicios (80,6%, 2007 est.); de la industria proviene en 18% y de la agricultura sólo el 1,4% del PIB. Estas cifras encuentran el paralelo con la población activa, de la que se dedica a la agricultura el 2,3%, a la industria el 29,6% y a los servicios el 68% (2005 est.). 
La principal fuente de ingresos es el turismo. También es base de su economía las actividades portuarias y el comercio extranjero. Además, tiene una modesta industria electrónica y farmacéutica, construcción y reparación de barcos, construcción, alimenticia y bebidas, calzado, ropa y tabaco.
La agricultura ocupa el 44% de la superficie, pero el terreno es muy pobre. Produce trigo, cebada, coliflores, patatas, tomates, floricultura y pimiento verde, así como vid y cítricos. De la ganadería se obtiene carne de cerdo, leche, aves de corral y huevos.
La balanza comercial es deficitaria. Importa productos manufacturados, químicos y maquinaria, así como productos alimenticios manufacturados. La anterior potencia colonial, el Reino Unido (13,5%), ha pasado a segundo plano como origen de estas importaciones, teniendo el primer lugar Italia (28%), más próxima geográficamente. Otros socios comerciales (2008) son: Francia (8,2%), Alemania (7,4%) y Singapur (6,4%). Exporta tejidos y artículos de artesanía, así como equipo de maquinaria y transporte, manufacturas, principalmente a Alemania (13,5%), Singapur (13%) y Francia 12,2% (2008). 
Gracias a su posición estratégica militar, en mitad del Mediterráneo, hizo que se situase en ella una poderosa base naval británica. Al estar entre la Unión Europea y África son el objetivo de la inmigración ilegal a Europa, que ha puesto a prueba los recursos políticos y económicos de Malta. 